# 福爾摩沙合唱團
福爾摩沙合唱團（Formosa Singers）是一個台灣混聲合唱團，成立於1994年，致力於推廣台灣本土合唱作品。

## 沿革
福爾摩沙合唱團係於1994年由台北愛樂牧歌合唱團重新改組而成，改組後指揮仍為蘇慶俊。
多次受邀於國內外藝術節表演，足跡遍布美國、加拿大、澳洲、日本等地。2004年應邀前往美國林肯表演藝術中心Alice Tully Hall （页面存档备份，存于）演出，獲台裔美國人「關懷台灣基金會」（Taiwanese Care, Inc.）頒發傑出藝術獎。2005年8月參加「第21屆寶塚國際室內合唱比賽」，榮獲混聲組金牌、男聲組金牌及女聲組金牌，同時應邀參加第七屆世界合唱節。2007年8月受邀於日本「輕井澤合唱音樂節」演出，並擔任指揮大師班範唱團體。2008年10月，應邀參加歐洲六大賽之一的西班牙第40屆TOLOSA合唱比賽(40th TOLOSA Choral Contest)。2015年11月代表台灣受邀至澳門參加「國際合唱聯盟世界合唱博覽會」，與美國鹽湖城聲樂藝術家合唱團（Salt Lake Vocal Artists）及亞太青年合唱團等共同演出。

## 組織成員
- 法律顧問：恩典法律事務所-蘇家宏律師
- 藝術總監暨指揮：蘇慶俊
- 鋼琴伴奏：蔡昱姍
- 助理指揮：胡宇光
- 顧問：黃雍昇
- 行政：王建為、朱余家齊
- 團長：朱惟正
- 聲樂指導：余彩雯、周明宇
- 聲部：女高音(Soprano)、女低音(Alto)、男高音(Tenor)、男低音(Bass)

各聲部分別設置聲部負責人一人。
- 女高音：鄭喬云
- 女低音：李司方
- 男高音：張曜羣
- 男低音：朱惟正

## 錄製專輯
- 永遠的故鄉-蕭泰然合唱作品集Ⅰ(1999)
- 愛與希望-蕭泰然合唱作品集Ⅱ(2001)
- 天頂的星-鄭智仁台灣歌謠(2001)
- 禮頌-劉志明聖樂作品集Ⅰ(2001)
- 思想起-台灣歌仔簿Ⅰ(2002)
- 蕭泰然清唱劇-浪子(2003)，榮獲第十五屆金曲獎傳統暨藝術音樂作品類「最佳作曲人獎」
- 和平的使者-蕭泰然宗教合唱作品集(2003),入圍第十五屆金曲獎傳統暨藝術音樂類「最佳演唱人獎」及「最佳宗教音樂獎」
- 台灣是寶島-蕭泰然合唱作品集(2003)
- 禮頌-劉志明聖樂作品集Ⅱ(2003)
- 客家歌謠合唱曲譜選集(2004)
- 走過集體的記憶-台灣韻味薪傳唱(2004)，入圍第十六屆金曲獎傳統暨藝術音樂類「最佳演唱人獎」
- 源-駱維道合唱作品集(2004)，榮獲第十七屆金曲獎傳統暨藝術音樂類「最佳古典音樂專輯獎」及「最佳作詞人獎」
- 真情歌-台灣歌謠合唱菁選集(2006)，入圍第十八屆金曲獎傳統暨藝術音樂類「最佳演唱人獎」
- 禮頌-劉志明聖樂作品集Ⅲ(2007)，入圍第十九屆金曲獎傳統暨藝術音樂類「最佳宗教作品獎」
- 土地的歌-台灣當代合唱音樂精選集(2007)，榮獲第二十八屆傳藝金曲獎六項入圍與三項獲獎。
- 驚艷人聲-2007音樂會精選(2007)，入圍第十九屆金曲獎傳統暨藝術音樂類「最佳演唱人獎」
- PERFECTION Joseph Flummerfelt ＋ Formosa Singers(2008)，入圍第二十屆金曲獎傳統暨藝術音樂類「最佳演唱人獎」
- Umawit sa Kagalakan 快樂歌唱(2009)
- 默禱-蕭泰然老師紀念音樂會錄音專輯（2015）

## 國外客席指揮
- 美國
  - Joseph Flummerfelt（英语：Joseph Flummerfelt）
  - Anton Armstrong（英语：Anton Armstrong）
  - William Dehning（英语：William Dehning）
- 德國
  - Martin Behrmann（英语：Martin Behrmann）
- 澳洲
  - Stephen Leek（英语：Stephen Leek）
- 瑞典
  - Gary Graden（義大利語：Gary Graden）
- 日本
  - 田中信昭
  - 松下耕
  - 花崗由裕
- 菲律賓
  - Jonathan Velasco

## 邀請國外演出團體
- 美國
  - USC Thornton Chamber Choir
- 澳洲
  - The Australian Voices （页面存档备份，存于）
- 日本
  - Brilliant Harmony
  - Vox Gaudiosa
  - Ensemble Evergreen

## 外部連結
- 福爾摩沙合唱團官方網站
- 行政院文化建設委員會團隊簡介
- William Dehning官方網站
- Vox Gaudiosa官方網站